# Człowiek, który płakał
Człowiek, który płakał (ang. The Man Who Cried) – europejska koprodukcja filmowa z 2000 roku. Światowa premiera filmu miała miejsce na Venice Film Festival 16 listopada 2000 roku.

## Obsada
- Christina Ricci – Suzie
- Johnny Depp – Cesar
- Cate Blanchett – Lola
- John Turturro – Dante Dominio
- Oleg Jankowski – Ojciec Suzie
- Hana Maria Pravda – Babcia Fegele

## Fabuła
Rosja, rok 1927 – w małej wiosce żyje żydowska społeczność. Ojciec małej Fegele wyjeżdża do Ameryki, aby zarobić pieniądze i sprowadzić małą do siebie. Dziewczynka zostaje pod opieką babci. Kiedy Żydzi nie są już bezpieczni w Rosji, babcia wysyła dziewczynkę do ojca, do Ameryki. Po wielu perypetiach dociera ona w końcu do portu i wsiada na statek, który dowozi ją do Anglii. Zupełnie sama, w obcym kraju trafia do przybranej rodziny, która odbiera jej jedyne pamiątki jakie posiada: złotą monetę i zniszczone zdjęcie ojca. Otrzymuje tu też nowe imię: Suzie. Zamknięta w sobie i milcząca dziewczynka ucieka w świat śpiewu, ucząc się jednocześnie języka angielskiego. W latach trzydziestych dorosła już Suzie dostaje się do Paryża, gdzie zaczyna śpiewać w chórze. Przed odjazdem dostaje z powrotem monetę i zdjęcie. Młoda dziewczyna, która nic nie pamięta o swoich korzeniach, w zupełnie obcym kraju poznaje Lolę, tancerkę, która uciekła od panującej biedy z Moskwy. Odkładając na bilet do Ameryki Suzie poznaje przystojnego cygańskiego jeźdźca, Lola natomiast zakochuje się we włoskim tenorze Dante Dominio, a raczej widzi w nim tylko pieniądze i luksusy. Dante widząc niedostępność Suzie postanawia ją zdobyć, ta jednak darzy odwzajemnionym uczuciem Cygana. Rok 1939, Niemcy napadają na Polskę, wkrótce i Francja jest zagrożona, a Żydzi i Cyganie stają się obiektem prześladowań.